# 柘植文雄
柘植 文雄（つげ ふみお、1895年（明治28年）12月 - 1987年（昭和62年）8月）は、日本の内務・警察官僚。官選鹿児島県知事。

## 経歴
山形県出身。柘植文弥の長男として生まれる。山形高等学校を卒業。1925年11月、高等試験行政科試験に合格。1926年、東京帝国大学法学部を卒業。内務省に入省し社会局属となる。
以後、北海道・大阪府・広島県・愛知県各勤務、愛知県官房主事兼人事課長、和歌山県学務部長、茨城県書記官・警察部長、静岡県書記官・警察部長、新潟県書記官・警察部長、同県部長・警察部長、福岡県部長・警察部長などを歴任。
1945年4月21日、鹿児島県知事に就任。防空対策に精通し、城山に壕を掘り県庁分室を設置するなどの対策を実施。第二次世界大戦の終戦にあたり、九州独立論を主張した一方、米軍受入体制の整備などを実施した。同年10月27日、依願免本官となり退官。その後、公職追放となり、福岡で水産会社を経営した。